# Lanceoppia schusteri
Lanceoppia schusteri är en kvalsterart som beskrevs av Hammer 1968. Lanceoppia schusteri ingår i släktet Lanceoppia och familjen Oppiidae. Inga underarter finns listade i Catalogue of Life.